# Phaenolobus terebrator
Phaenolobus terebrator är en stekelart som först beskrevs av Giovanni Antonio Scopoli 1763.  Phaenolobus terebrator ingår i släktet Phaenolobus och familjen brokparasitsteklar. Enligt den finländska rödlistan är arten nära hotad i Finland. Arten är reproducerande i Sverige. Artens livsmiljö är lundskogar. Inga underarter finns listade i Catalogue of Life.

## Bildgalleri

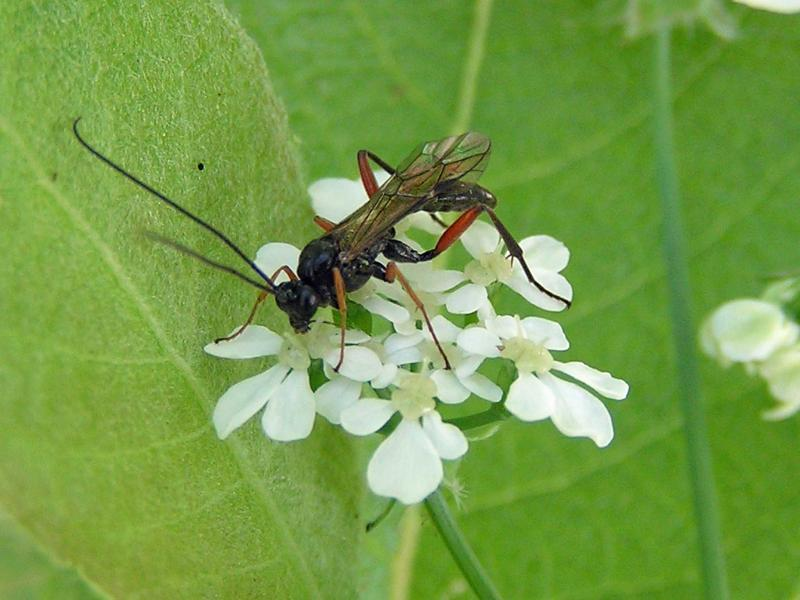